# Thorp (Wisconsin)
Thorp – miasto w Stanach Zjednoczonych, w stanie Wisconsin, w hrabstwie Clark.